# Nelly
Cornell Iral Haynes, Jr. (* 2. listopadu 1974, Austin, Texas, USA) známý spíše jako Nelly je americký rapper, herec a zpěvák. Je členem skupiny St. Lunatics a zakladatelem labelu Derrty Ent.. Spustil módní značky Vokal a Apple Bottoms. Také je třínásobným držitelem prestižní ceny Grammy. V roce 2009 byl společností Billboard vyhlášen třetím nejlepším umělcem dekády.

## Stručná biografie

### Dětství a hudební počátky
Narodil se ve městě Austin, stát Texas v roce 1974. Jeho otec byl armádní důstojník, a tak strávil své první tři roky života na letecké základně ve Španělsku, poté se rodina přestěhovala do St. Louis, ale v roce 1981 se jeho rodiče rozvedli. Na střední byl vynikající v baseballu, několikrát trénoval s týmem Pittsburgh Pirates a uvažoval o kariéře v první lize, to již v době, kdy studoval na Washingtonově univerzitě v St. Louis. Čím dál tím silnější byla i jeho touha dělat hudbu. Proto založil roku 2000 skupinu St. Lunatics. Jejich prvním singlem byla píseň "Gimmie What U Got".

### Country Grammar (2000-01)
Ve stejném roce se rozhodl vydat se i na sólo dráhu. Získal smlouvu u Universal Music Group, stejně jako celá skupina St. Lunatics a připravoval svůj debut. Album Country Grammar debutovalo na prvním místě žebříčku Billboard 200 a stalo se 9× platinovým. Obsahovalo hity "Country Grammar (Hot Shit)" a "Ride Wit Me" (ft. City Spud). Úspěch alba vedl k vytvoření společného debutu skupiny St. Lunatics. Album Free City (2001) se umístilo na třetím místě žebříčku Billboard 200 a stalo se platinovým. Nejúspěšnějším singlem skupiny byla píseň "Midwest Swing".

### Nellyville (2002-03)
Roku 2002 vydal své druhé album Nellyville, které také debutovalo na prvním místě žebříčku Billboard 200 a stalo se 6× platinovým. Album provázely veleúspěšné singly "Hot in Herre", "Dilemma" (ft. Kelly Rowland) a "Air Force Ones" (ft. Kyjuan, Murphy Lee a Ali). První dva zmiňované singly dosáhly na první místo v žebříčku Billboard Hot 100 a oba vyhrály i ocenění Grammy. V roce 2003 založil svůj vlastní label nazvaný Derrty Entertainment, kam upsal svou skupinu St. Lunatics, distribuci zařizuje Universal. Téhož roku vydal remixové album Da Derrty Versions: The Reinvention, které obsahuje remixy jeho hitů, na které přizval mnoho umělců včetně své skupiny St. Lunatics. Kompilace obsahovala pár nových písní včetně vcelku úspěšného singlu "Iz U".

### Sweat a Suit (2004-07)
V září 2004 vydal dvoj-album Sweat/Suit, přičemž album Sweat obsahovalo rapové písně a Suit písně s R&B zvukem. Právě Suit se stal úspěšnějším debutoval na prvním místě a stal se 3× platinovým, a to díky hitům "My Place" (ft. Jaheim) a "Over and Over" (ft. Tim McGraw). Sweat debutoval na druhém místě, i přesto, že postrádal v rádiích úspěšné singly, se stal platinovým. O rok později vydal kompilaci složenou z těchto alb nazvanou Sweatsuit, ta obsahovala nové tři písně, z nichž nejúspěšnější byl hit "Grillz" (ft. Paul Wall, Ali & Gipp a Brandi Williams), ten se umístil na prvním místě, kompilace získala zlaté ocenění společnosti RIAA.

### Brass Knuckles (2008)
Roku 2008 vydal své další album Brass Knuckles. Album debutovalo na třetím místě Billboard 200 a stalo se zlatým. Na albu sice nebyl žádný hit, ale obsahoval tři vcelku úspěšné singly "Wadsyaname", "Party People" (ft. Fergie) a "Body On Me" (ft. Ashanti a Akon), všechny tři písně se umístily okolo 40. místa žebříčku Billboard Hot 100. V první týden prodeje v USA se prodalo 63 000 kusů alba, celkem se v USA prodalo 314 000 kusů. V listopadu téhož roku ještě stihl vydat kompilační EP 6 Derrty Hits.

### 5.0 (2009-2012)
Od roku 2009 pracoval na svém novém albu s pracovním názvem Nelly 5.0.
V roce 2010 vydal již zmiňované album 5.0. První singl, "Just a Dream", byl velmi úspěšný a stal se platinovým ve Spojených státech. Druhý singl se jmenuje "Move That Body" (ft. Akon a T-Pain). Třetí singl "Gone" (ft. Kelly Rowland) je pokračováním Nellyho světoznámého songu z roku 2002 "Dilemma", který také nazpíval s Kelly Rowland. Celkem se v USA prodalo 246 000 kusů alba.

### M.O. (2013 - dosud)
Roku 2013 vydal své sedmé studiové album M.O.. Vydání alba předcházely singly "Hey Porsche" (42. příčka v Billboard Hot 100) a "Get Like Me" (ft. Nicki Minaj a Pharrell) (108. příčka). Singl "Hey Porsche" však nakonec nebyl na konečné verzi alba vydán. V první týden prodeje se v USA prodalo 15 000 kusů alba, které tím debutovalo na 14. příčce v žebříčku Billboard 200. Celkem se v USA prodalo 23 000 kusů alba.

## Zajímavosti
- Roku 2003 podepsal roční smlouvu na spolupráci mezi ním a firmou Nike, ze spolupráce vzešly boty limitované edice Air Derrty.[5] Později se upsal i firmě Reebok.[6]
- Téhož roku také vytvořil ve spolupráci s koncernem Fillmore Street Brewery energetický nápoj nazvaný Pimp Juice, kterého se prodalo přes milion kusů během prvních dvou měsíců prodeje.[7]
- Také spustil dvě oděvní značky, Apple Bottom se zaměřením pro ženy a Vokal se zaměřením pro muže.
- Ve stejném roce založil i neziskovou organizaci 4Sho4Kids Foundation. Skrze ni ve stejném roce, spolu se svou sestrou Jackie Donahue, které byla později diagnostikována rakovina, spustil kampaň The Jes Us 4 Jackie. V projektu jde o osvětu mezi Afroameričany o možnosti darování kostní dřeně. Jackie roku 2005 svůj boj s rakovinou prohrála, projekt však běží dál.[8]
- Nelly hrál ve dvou filmech Snipes (2001) a The Longest Yard / Trestná lavice (2005).
- Do roku 2010 byl spolumajitelem basketballového týmu Charlotte Bobcats.

## Diskografie

### Studiová alba
| Rok  | Album                                                                    | Nejvyšší umístění v hitparádě | Nejvyšší umístění v hitparádě | Nejvyšší umístění v hitparádě | Nejvyšší umístění v hitparádě | Nejvyšší umístění v hitparádě | Ocenění                                             |
| Rok  | Album                                                                    | US 200                        | US Hip-Hop                    | US Rap                        | CAN                           | UK                            | Ocenění                                             |
| ---- | ------------------------------------------------------------------------ | ----------------------------- | ----------------------------- | ----------------------------- | ----------------------------- | ----------------------------- | --------------------------------------------------- |
| 2000 | Country Grammar - Vydáno: 27. června 2000 - Vydavatel: Derrty, Universal | 1                             | 1                             | *                             | 7                             | 14                            | US: diamantové CAN: 3x platinové UK: platinové      |
| 2002 | Nellyville - Vydáno: 25. června 2002 - Vydavatel: Derrty, Universal      | 1                             | 1                             | *                             | 2                             | 2                             | US: 7x platinové CAN: 4x platinové UK: 2x platinové |
| 2004 | Sweat - Vydáno: 14. září 2004 - Vydavatel: Derrty, Universal             | 2                             | 2                             | 2                             | 2                             | 10                            | US: platinové UK: zlaté                             |
| 2004 | Suit - Vydáno: 14. září 2004 - Vydavatel: Derrty, Universal              | 1                             | 1                             | 1                             | 1                             | 8                             | US: 3x platinové UK: platinové                      |
| 2008 | Brass Knuckles - Vydáno: 16. září 2008 - Vydavatel: Derrty, Universal    | 3                             | 2                             | 1                             | 22                            | 20                            | US: zlaté                                           |
| 2010 | 5.0 - Vydáno: 16. listopadu 2010 - Vydavatel: Derrty, Universal          | 10                            | 2                             | 1                             | 19                            | 59                            | US: /                                               |
| 2013 | M.O. - Vydáno: 30. září 2013 - Vydavatel: Republic                       | 14                            | 4                             | 2                             | 96                            | 100                           | US: /                                               |
| 2021 | Heartland - Vydáno: 27. srpna 2021 - Vydavatel: Columbia                 | 45                            | —                             | —                             | 37                            | —                             | US: /                                               |

### EP
- 2008 - 6 Derrty Hits

### Kompilace
- 2003 - Da Derrty Versions: The Reinvention
- 2005 - Sweatsuit
- 2009 - The Best of Nelly

### Spolupráce

#### Se "St. Lunatics"
- 2001 - Free City
- 2006 - Who's the Boss

#### S "Ocean's 7"
- 2009 - 3000 & 9 Shit

### Úspěšné singly
| Rok  | Název písně                                            | Pozice v mezinárodních žebříčcích | Pozice v mezinárodních žebříčcích | Pozice v mezinárodních žebříčcích | Pozice v mezinárodních žebříčcích | Pozice v mezinárodních žebříčcích | Pozice v mezinárodních žebříčcích | Ocenění                                                        | Album                         |
| Rok  | Název písně                                            | US 100                            | US R&B                            | US Rap                            | US Pop                            | CAN                               | UK                                | Ocenění                                                        | Album                         |
| ---- | ------------------------------------------------------ | --------------------------------- | --------------------------------- | --------------------------------- | --------------------------------- | --------------------------------- | --------------------------------- | -------------------------------------------------------------- | ----------------------------- |
| 2000 | "Country Grammar (Hot Shit)"                           | 7                                 | 5                                 | 1                                 | 9                                 | 10                                | 7                                 | US: zlaté AUS: zlaté                                           | Country Grammar               |
| 2000 | "E.I."                                                 | 16                                | 10                                | —                                 | 19                                | —                                 | 11                                | AUS: zlaté                                                     | Country Grammar               |
| 2001 | "Ride Wit Me" (ft. City Spud)                          | 3                                 | 34                                | —                                 | 3                                 | —                                 | 3                                 | US: zlaté UK: platinové AUS: platinové                         | Country Grammar               |
| 2001 | "#1"                                                   | 22                                | 20                                | —                                 | 13                                | —                                 | —                                 |                                                                | Training Day OST a Nellyville |
| 2002 | "Hot in Herre"                                         | 1                                 | 1                                 | 1                                 | 1                                 | 1                                 | 4                                 | US: 2x platinové UK: platinové AUS: platinové NZ: platinové    | Nellyville                    |
| 2002 | "Dilemma" (ft. Kelly Rowland)                          | 1                                 | 1                                 | 1                                 | 1                                 | 3                                 | 1                                 | US: platinové UK: 2x platinové AUS: 3x platinové NZ: platinové | Nellyville                    |
| 2002 | "Air Force Ones" (ft. Kyjuan, Murphy Lee a Ali)        | 3                                 | 4                                 | 1                                 | 10                                | —                                 | —                                 |                                                                | Nellyville                    |
| 2003 | "Work It" (ft. Justin Timberlake)                      | 68                                | —                                 | —                                 | —                                 | 13                                | 7                                 | AUS: zlaté                                                     | Nellyville                    |
| 2003 | "Pimp Juice"                                           | 58                                | 27                                | 11                                | —                                 | —                                 | —                                 |                                                                | Nellyville                    |
| 2003 | "Shake Ya Tailfeather" (ft. P. Diddy a Murphy Lee)     | 1                                 | 3                                 | 1                                 | 1                                 | 14                                | 10                                | US: zlaté                                                      | Bad Boys II OST               |
| 2004 | "Flap Your Wings"                                      | 52                                | —                                 | —                                 | —                                 | —                                 | —                                 |                                                                | Sweat                         |
| 2004 | "My Place" (ft. Jaheim)                                | 4                                 | 4                                 | 2                                 | 9                                 | 1                                 | 1                                 | US: zlaté UK: stříbrné AUS: platinové NZ: zlaté                | Suit                          |
| 2004 | "Tilt Ya Head Back" (ft. Christina Aguilera)           | 58                                | —                                 | —                                 | 26                                | —                                 | 5                                 | US: zlaté AUS: platinové                                       | Sweat                         |
| 2004 | "Over and Over" (ft. Tim McGraw)                       | 3                                 | 51                                | 7                                 | 1                                 | 2                                 | 1                                 | US: platinové UK: stříbrné AUS: 2x platinové                   | Suit                          |
| 2005 | "'N' Dey Say"                                          | 64                                | —                                 | —                                 | 21                                | —                                 | 6                                 |                                                                | Suit                          |
| 2005 | "Errtime" (ft. Yung Tru a King Jacob)                  | 24                                | 59                                | —                                 | —                                 | —                                 | —                                 | US: zlaté                                                      | The Longest Yard OST          |
| 2005 | "Grillz" (ft. Paul Wall, Ali & Gipp a Brandi Williams) | 1                                 | 2                                 | 1                                 | 7                                 | —                                 | 24                                | US: platinové                                                  | Sweatsuit                     |
| 2007 | "Wadsyaname"                                           | 43                                | 31                                | 13                                | —                                 | —                                 | —                                 | NZ: zlaté                                                      | Brass Knuckles                |
| 2008 | "Party People" (ft. Fergie)                            | 40                                | 62                                | 16                                | —                                 | 52                                | 14                                |                                                                | Brass Knuckles                |
| 2008 | "Body on Me" (ft. Akon a Ashanti)                      | 42                                | 69                                | 10                                | 58                                | 57                                | 17                                |                                                                | Brass Knuckles                |
| 2010 | "Just A Dream"                                         | 3                                 | —                                 | 6                                 | 1                                 | 5                                 | 8                                 | US: 4x platinové AUS: 3x platinové NZ: platinové               | 5.0                           |
| 2010 | "Move That Body" (ft. T-Pain a Akon)                   | 54                                | —                                 | —                                 | —                                 | —                                 | 71                                |                                                                | 5.0                           |
| 2013 | "Hey Porsche"                                          | 42                                | —                                 | —                                 | 24                                | 26                                | 8                                 | AUS: 2x platinové NZ: platinové UK: zlaté                      | M.O.                          |
| 2015 | "The Fix" (ft. Jeremih)                                | 62                                | 20                                | —                                 | 30                                | —                                 | 82                                | US: platinové AUS: 2x platinové NZ: zlaté UK: stříbrné         | —                             |
| 2020 | "Lil Bit" (s Florida Georgia Line)                     | 23                                | —                                 | —                                 | —                                 | 35                                | —                                 | US: 2x platinové                                               | Heartland                     |

## Filmografie
- 2001 - Snipes
- 2005 - The Longest Yard
- 2008 - CSI: NY